# 40 Samodzielny Batalion Piechoty Zmotoryzowanej (Ukraina)
40 Samodzielny Batalion Piechoty Zmotoryzowanej „Krywbas” – batalion Wojsk Lądowych Ukrainy, podporządkowany 17 Krzyworoskiej Samodzielnej Brygadzie Pancernej. Jako batalion obrony terytorialnej brał udział w konflikcie na wschodniej Ukrainie. Batalion stacjonuje w Krzywym Rogu w obwodzie dniepropetrowskim.

## Działania bojowe
Batalion brał udział w działaniach bojowych już w czerwcu 2014 r. 3. lipca batalion odparł atak na jeden ze swoich punktów kontrolnych, podczas którego zabito sześciu separatystów oraz przechwycono znaczną ilość uzbrojenia i dwa wrogie pojazdy. 23. lipca, w pobliżu jednego z punktów kontrolnych batalionu, przy jednym z BRDM-2 eksplodował fugas. Kierowca zdołał wywieźć go ze strefy rażenia wroga, ale sam później zmarł od ran.
4. sierpnia, na jednym z punktów kontrolnych batalionu, na który ewakuowano cywili z objętego walkami Doniecka, żołnierze Krywbasu zastrzelili kierowcę samochodu osobowego. Ich zdaniem chciał on przeprowadzić atak samobójczy i zniszczyć punkt oraz ranić cywili. Inna wersja mówi, że kierowca został zabity przez pomyłkę i sam pomagał w wywożeniu cywili z Doniecka.
7. sierpnia miał miejsce atak na punkt umocniony separatystów, w którym udział wzięły 40 Batalion Obrony Terytorialnej, 74 Samodzielny Batalion Rozpoznawczy, 3 Samodzielny Pułk Specjalnego Przeznaczenia (specnaz), 51 Samodzielna Brygada Zmechanizowana oraz bojówki Prawego Sektora. Zniszczono umocnienia punktu oraz przybyłe pojazdy z posiłkami separatystów. Stacjonujące tam wrogie siły rozbito. W trakcie walk zginęło dwóch żołnierzy Krywbasu, a sześciu odniosło rany.
Na początku sierpnia, zgodnie z planem generała Rusłana Chomczaka, ruszyła ukraińska ofensywa pod Iłowajśkiem, w której batalion brał udział.
W lutym 2015 r. batalion został okrążony, tym razem pod Debalcewem. Części batalionu udało się wydostać z okrążenia razem z uzbrojeniem. Pozostali żołnierze stacjonowali na pozycjach okalających debalcewski węzeł kolejowy i nie otrzymali rozkazu opuszczania ich. Wkrótce zostali oni zmuszeni do poddania się separatystom, którzy wzięli ich do niewoli.